# Гоштей
Гоштей (порт. Gostei) — район (фрегезия) в Португалии, входит в округ Браганса. Является составной частью муниципалитета Браганса. По старому административному делению входил в провинцию Траз-уж-Монтиш и Алту-Дору. Входит в экономико-статистический субрегион Алту-Траз-уш-Монтеш, который входит в Северный регион. Население составляет 412 человека на 2001 год. Занимает площадь 18,55 км².
Покровителем района считается святой Клаудиу[уточнить] (порт. São Cláudio).